# Aubigny-au-Bac
Aubigny-au-Bac ist eine französische Gemeinde mit 1167 Einwohnern (Stand: 1. Januar 2022) im Département Nord in der Region Hauts-de-France. Sie gehört zum Arrondissement Douai und ist Mitglied im Gemeindeverband Douaisis Agglo. Die Bewohner werden Aubignois und Aubignoises genannt.

## Geografie
Die Gemeinde Aubigny-au-Bac liegt am Canal de la Sensée etwa auf halbem Weg zwischen den Städten Douai und Cambrai. Sie grenzt im Norden an Bugnicourt, im Nordosten an Fressain, im Osten an Féchain, im Südosten an Fressies, im Süden an Aubencheul-au-Bac, im Südwesten an Oisy-le-Verger und im Nordwesten an Brunémont. Die Route nationale 17 führt über Aubigny-au-Bac.

## Bevölkerungsentwicklung
| Jahr                       | 1962 | 1968 | 1975 | 1982 | 1990 | 1999 | 2009 | 2014 | 2020 |
| Einwohner                  | 1055 | 1063 | 1077 | 1022 | 1018 | 1048 | 1210 | 1195 | 1161 |
| Quellen: Cassini und INSEE |      |      |      |      |      |      |      |      |      |

## Sehenswürdigkeiten
- Kirche Saint-Amand
- Kriegerdenkmal
- Menhir genannt „La Pierre qui Pousse“ im Weiler Marais-à-Tourbe, seit 1979 als Monument historique eingeschrieben

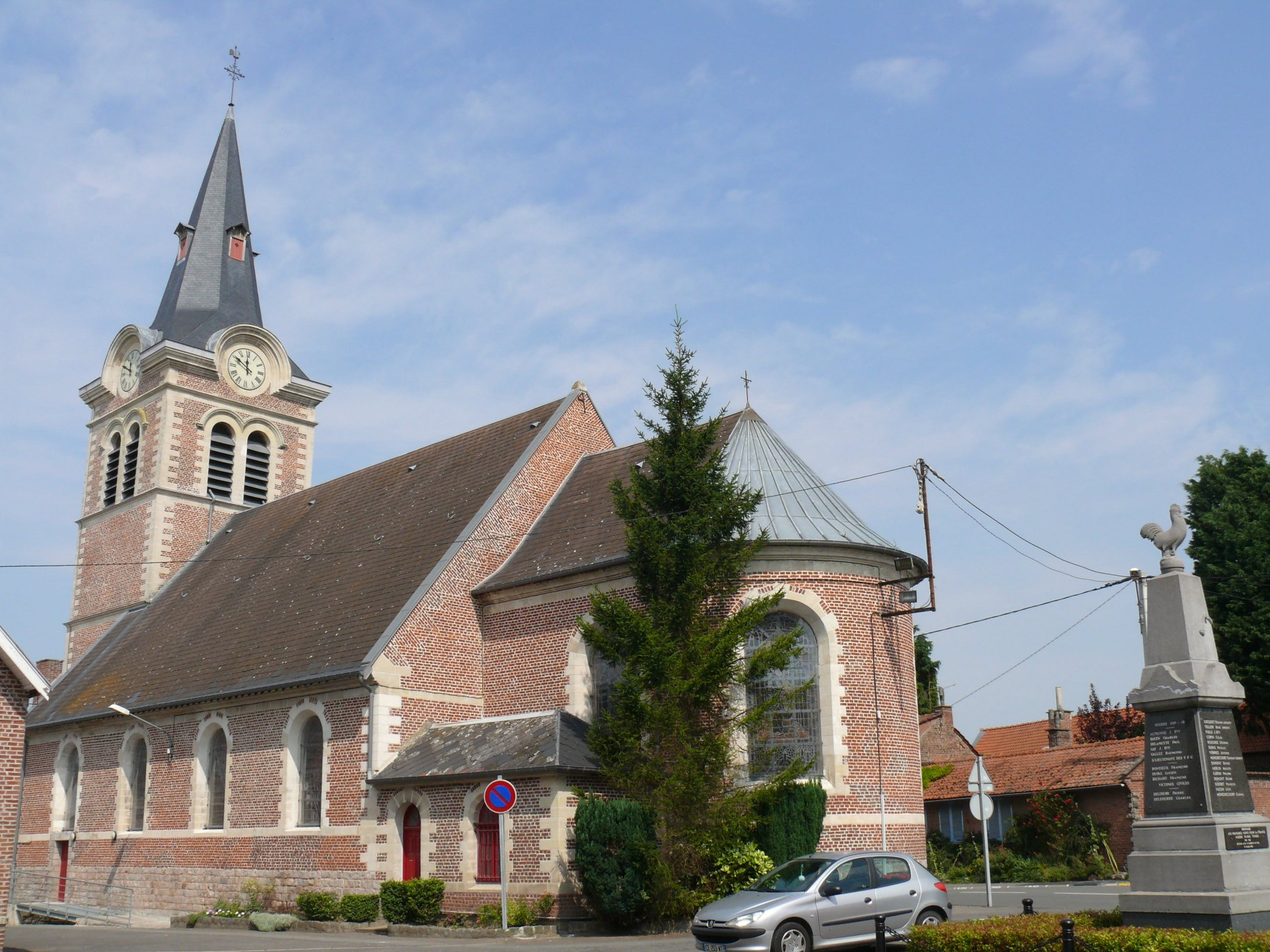
Kirche Saint-Amand
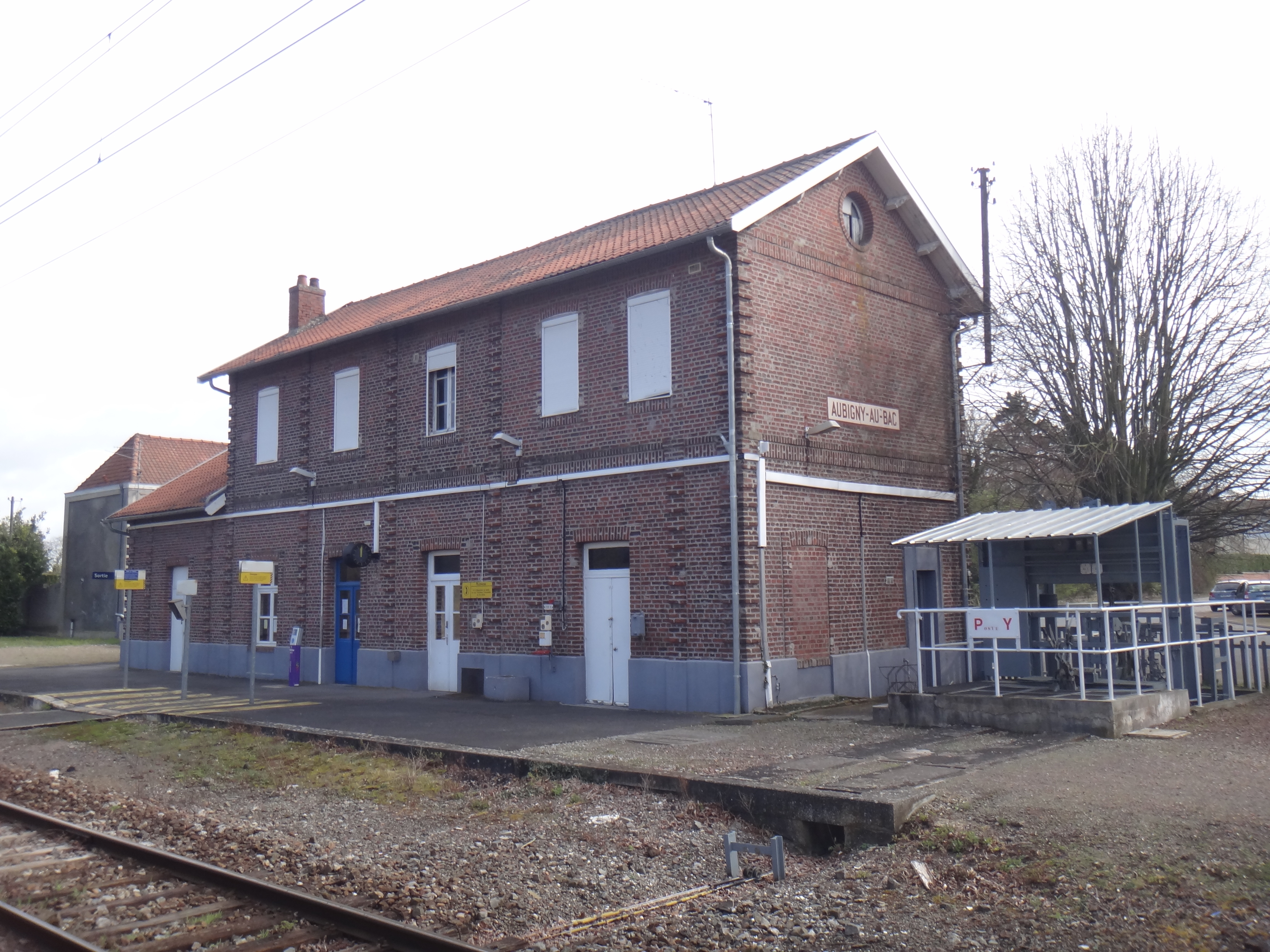
Bahnhofsgebäude an der Bahnlinie von Saint-Just-en-Chaussée nach Douai
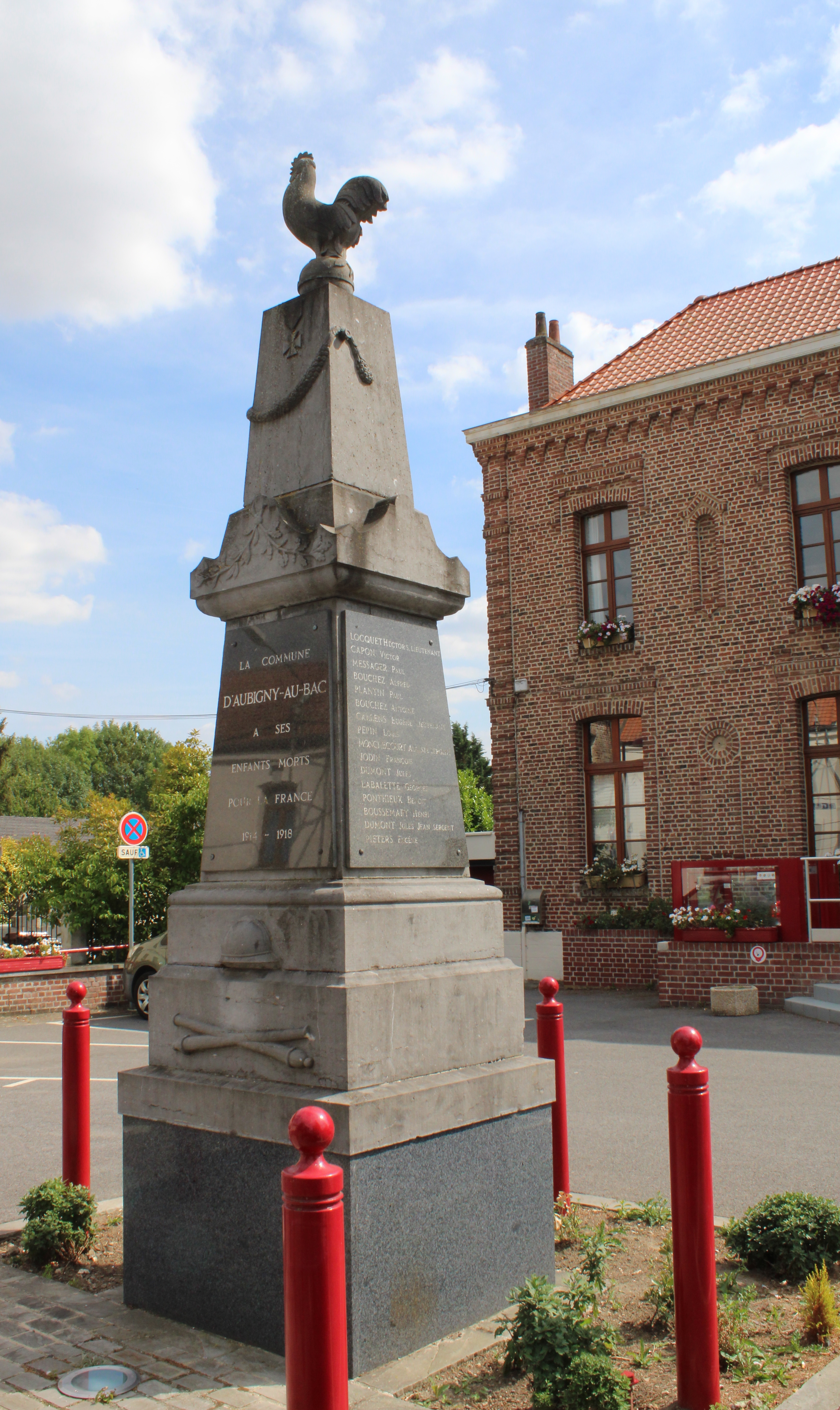
Gefallenendenkmal
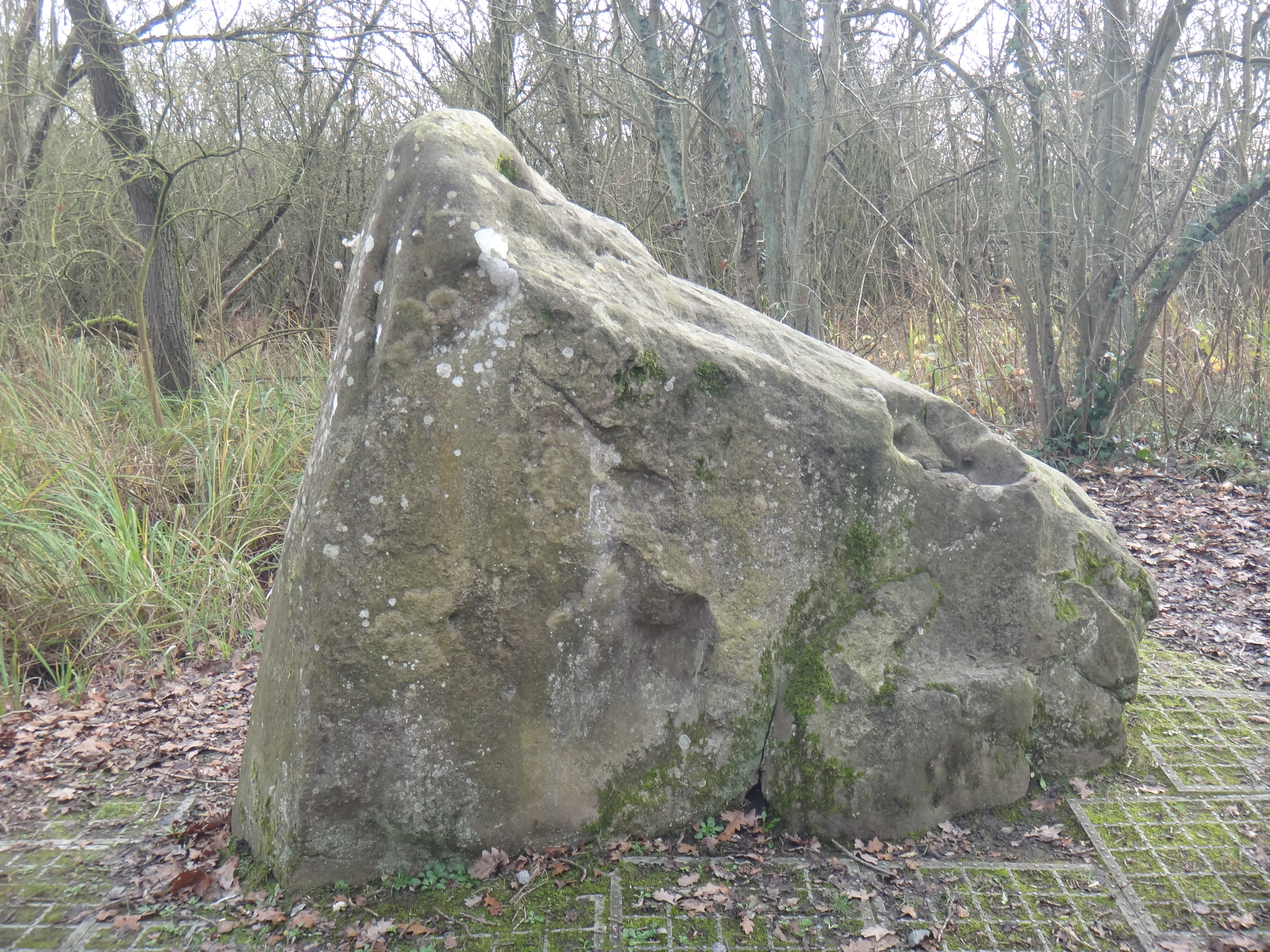
Menhir „La Pierre qui Pousse“